# Fouquières-lès-Béthune
Fouquières-lès-Béthune [fukjɛʁ lɛ betyn] ist ein Dorf und eine Gemeinde mit 1.111 Einwohnern (Stand: 1. Januar 2022) im französischen Département Pas-de-Calais in der Region Hauts-de-France. Die Gemeinde gehört zum Arrondissement Béthune, zum Kanton Nœux-les-Mines und zum Gemeindeverband Béthune-Bruay, Artois-Lys Romane.

## Geographie
Die Gemeinde Fouquières-lès-Béthune liegt im Nordwesten des Nordfranzösischen Kohlereviers, etwa drei Kilometer südwestlich des Stadtzentrums von Béthune. Die Autoroute A26 führt durch die Gemeinde. Umgeben wird Fouquières-lès-Béthune von den Nachbargemeinden Fouquereuil im Nordwesten und Norden, Béthune im Nordosten und Osten, Vaudricourt im Süden, Hesdigneul-lès-Béthune im Südwesten sowie Gosnay im Westen.

## Bevölkerungsentwicklung
| Jahr                       | 1962 | 1968 | 1975 | 1982 | 1990 | 1999 | 2006 | 2013 | 2022 |
| -------------------------- | ---- | ---- | ---- | ---- | ---- | ---- | ---- | ---- | ---- |
| Einwohner                  | 537  | 540  | 1029 | 952  | 1168 | 1133 | 1104 | 1069 | 1111 |
| Quellen: Cassini und INSEE |      |      |      |      |      |      |      |      |      |

## Sehenswürdigkeiten
- Kirche Saint-Vaast
- Karmelitinnenkloster Fouquières-lès-Béthune
- Gutshof La Gorce aus dem 16. Jahrhundert, Umbauten aus dem 19. Jahrhundert
- Schloss Le Roux aus dem 19. Jahrhundert
- Schloss Saint-Pry aus dem 19. Jahrhundert
- Schloss Fouquières aus dem Jahre 1811
- Priorei von Foucquières aus dem 9. Jahrhundert

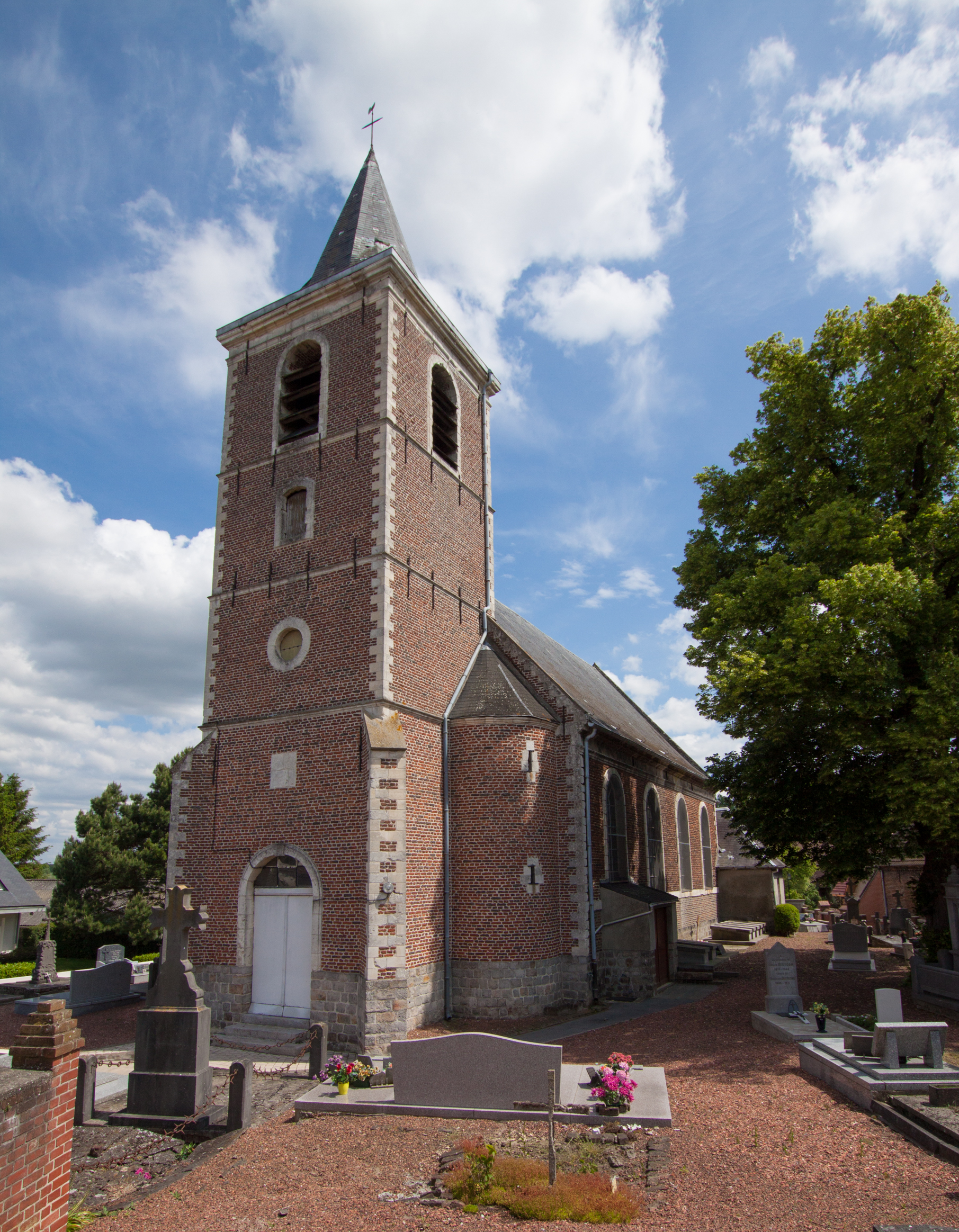
Kirche Saint-Vaast
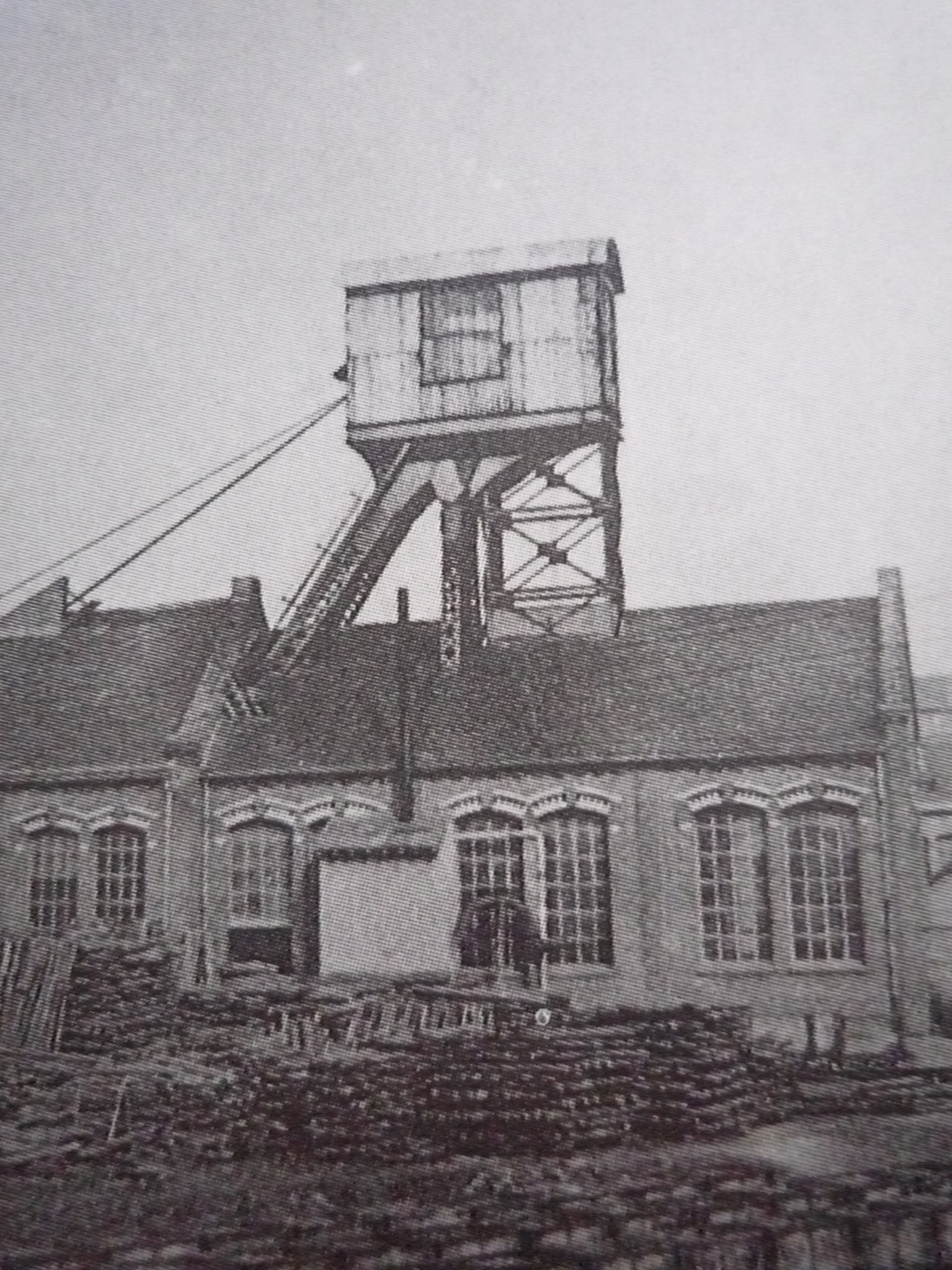
Förderturm der Zeche Nr. 11 im Jahr 1925
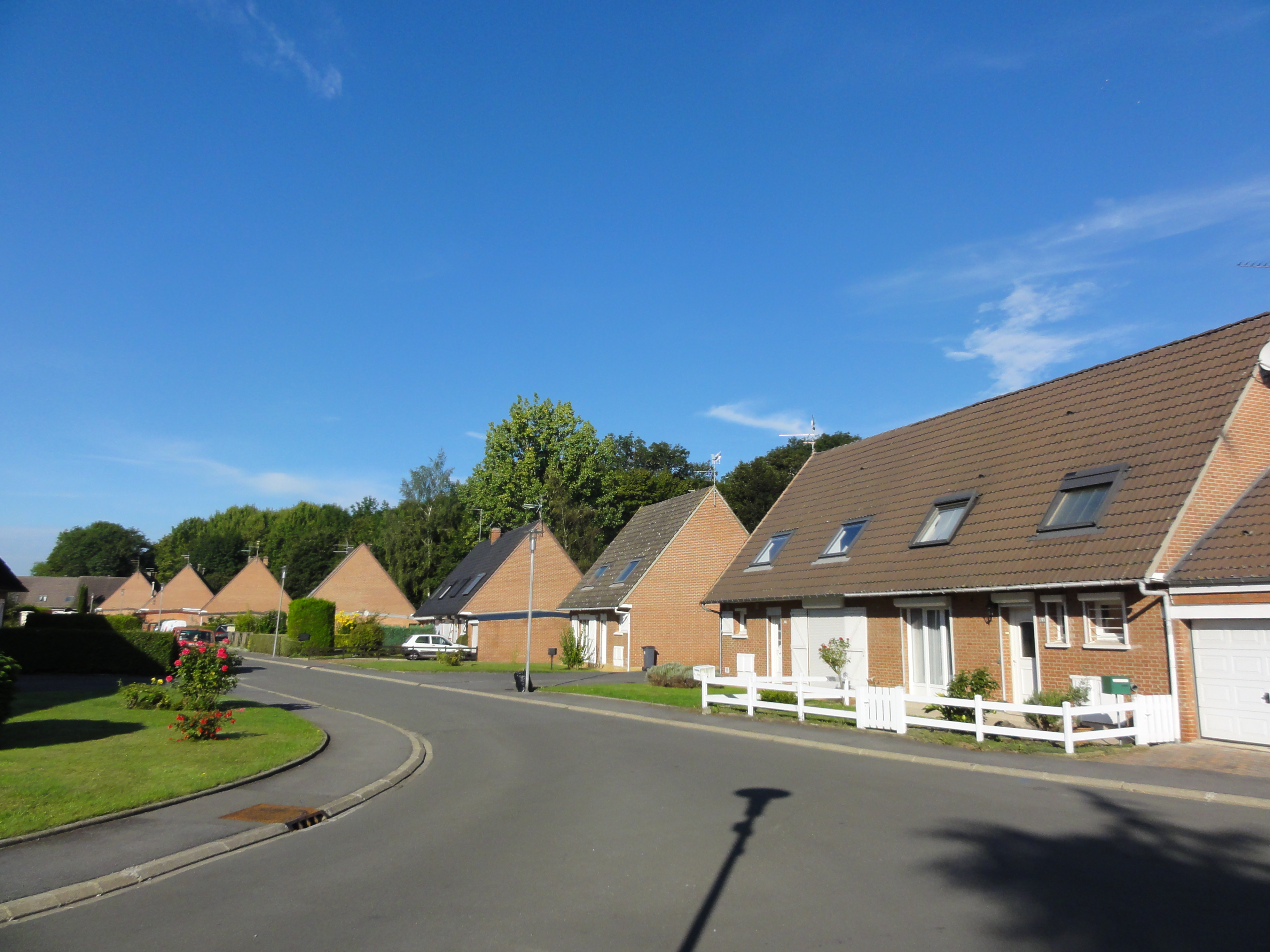
Ehemalige Bergarbeitersiedlung
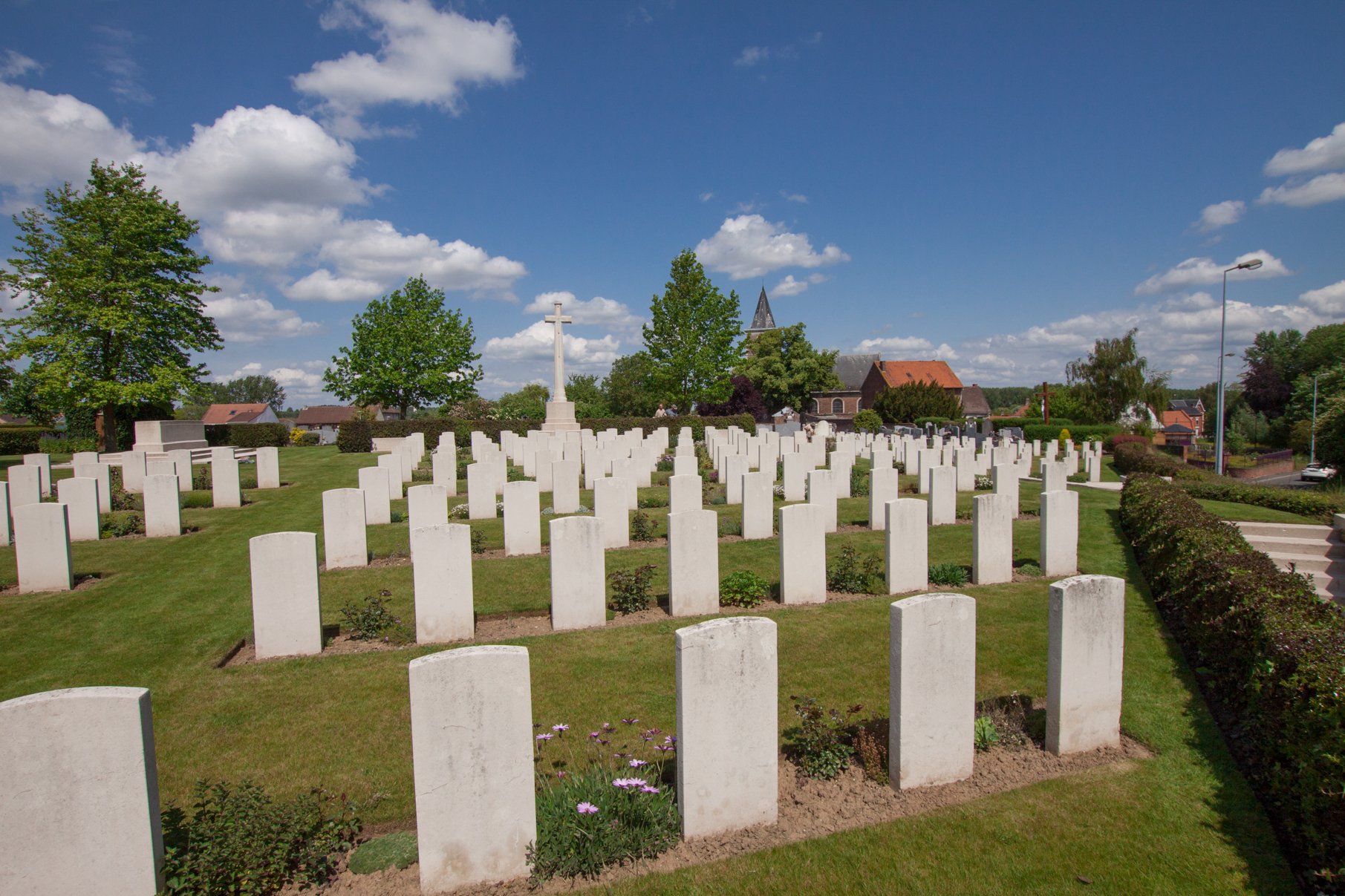
Soldatengräber auf dem örtlichen Friedhof